# Oceanhorn: Monster of Uncharted Seas
Oceanhorn: Monsters of Uncharted Seas ist ein Action-Adventure des finnischen Entwicklers Cornfox & Bros. Es erschien 2013 zunächst für Mobilgeräte mit dem Betriebssystem iOS. 2015 wurde es außerdem auf Windows, 2016 auf Mac OS, PlayStation 4, Xbox One und Android sowie 2017 für PlayStation Vita und Switch portiert. 2019 erschien der Nachfolger Oceanhorn 2: Knights of the Lost Realm.

## Handlung & Spielprinzip
Der Spielercharakter, ein kleiner Junge, begibt sich auf die Suche nach seinem Vater. Dieser war von der Jagd auf das legendäre Monster Oceanhorn nicht zurückgekehrt. Der junge erkundet die Inselwelten der Uncharted Seas auf der Suche nach Hinweisen zu Oceanhorns Aufenthaltsort, verschiedensten Ausrüstungsgegenständen für das Fortkommen in der Spielwelt und magischen Siegeln, die ihm den Weg zu den diversen Zwischengegnern und dem Endboss eröffnen.
Szenario und Spielprinzip ähneln Nintendos Zelda-Reihe. Der junge Protagonist wird vom Spieler direkt aus einer Überblicksperspektive durch die dreidimensionale Spielwelt gesteuert. Die Inseln sind frei erkundbar, wobei einige Passagen durch Rätselpassagen versperrt oder nur mit bestimmten Gegenständen erreichbar sind. Mit Hilfe eines Bootes kann die Spielfigur zwischen den verschiedenen Inselwelten hin und her reisen, um ggf. auf anderen Inseln Ausrüstung zu finden, die beim Lösen der Rätsel an anderer Stelle notwendig sind. Neben einigen friedlichen Bewohnern, die der Spielerfigur Aufträge und Hinweise geben oder Gegenstände verkaufen, trifft sie auf viele Monsterkreaturen, die der Spieler bekämpfen, oftmals aber auch ignorieren kann.

## Entwicklung
Cornfox & Bros. hatte 2010 im Auftrag von Remedy Entertainment die iOS-Umsetzung von Death Rally fertiggestellt. Mit dem Erfolg des Titels konnte das Studio die Entwicklung eines eigenen Titels finanzieren. Creative Director Heikki Repo bezeichnete sich in einem Interview als Fan von Final Fantasy, Seiken Densetsu und Zelda. Von ihm stammte die grundlegende Idee eines Abenteuers, das thematisch Fantasy und Technik miteinander verbinden soll und sich um ein Seemonster dreht, das den Spieler jagt. Die Wahl für ein Action-Adventure im Stil von Zelda fiel u. a. deswegen, weil es kaum vergleichbare Produkte gab. Da das Studio ursprünglich auf mobile Anwendungen spezialisiert war, wurde das Spiel zunächst auch für iOS entwickelt. Erst mit Voranschreiten und zunehmenden Umfang des Projekts entstand die Idee, Oceanhorn auf weitere Plattformen zu portieren.
2015 wurde Oceanhorn für den PC angekündigt. Für die PC-Fassung wurde das Spiel in einem sechsmonatigen Entwicklungszyklus nochmals überarbeitet. Die Kamera wurde weiter herausgezoomt und das Sichtfeld erhöht, für alle Assets detailliertere Polygonmodelle neu erstellt, neue Umgebungsdetails eingebaut, sowie Licht- und Shadereffekte (Soft Shadows, Ambient Occlusion, Echtzeit-Wasserreflexionen) hinzugefügt, um die optische Qualität auf großen, hochauflösenden Bildschirmen zu verbessern. Neben der Controllersteuerung kam die Unterstützung für Maus und Tastatur hinzu. Aufgrund der Überarbeitung bezeichnete Repo die PC-Fassung auch als Remaster. Das Spielprinzip blieb mit Ausnahme einiger Schwierigkeitsanpassungen und verbesserter Lösungshinweise identisch erhalten.
2016 kündigte Cornfox & Bros im August zunächst Fassungen für PlayStation 4 und Xbox One an, nach deren Veröffentlichung im September dann auch für die mobile Konsole PlayStation Vita. Daneben brachte 2017 der amerikanische Distributor Limited Run Games eine limitierte Auflage auf Datenträger für Vita und PlayStation 4 auf den Markt. Als letztes wurde im Januar 2017 die Switch-Portierung angekündigt. Der Spielesoundtrack stammt vom finnischen Komponisten Kalle Ylitalo sowie den japanischen Komponisten Nobuo Uematsu (u. a. Final Fantasy) und Kenji Ito (u. a. Seiken Densetsu).

## Rezeption
Das Spiel erhielt gemäß Metacritic für iOS mehrheitlich gute Bewertungen, auf allen anderen Plattformen durchmischte Kritiken. Dabei wurde häufig auf die Parallelen zu Zelda verwiesen.

„Hübsches Blendwerk - das war mein erster Gedanke beim Anblick von Oceanhorn. Eine Viertelstunde waren diese Vorurteile vergessen, danach quittierte auch das Zeitgefühl seinen Dienst: Die Rädchen klassischer Zelda-Elemente sind hier derart gut verzahnt, dass die wenigen Probleme wie die leichte Ungenauigkeit der Steuerung in den Hintergrund rücken.“

„Auch auf Konsole verzaubert Oceanhorn: Monster of Uncharted Seas mit klassischer Action-Adventure-Kost im Stil von The Legend of Zelda. Es werden Herzen, Gold und Kristalle gesammelt, Krebse, Goblins und Skelette mit Schwert, Bomben, Zaubern sowie Pfeil und Bogen dezimiert, Angriffe per Schild geblockt und reflektiert. Trüge der Protagonist eine Zipfelmütze, er könnte glatt als Link durchgehen.“

Bis Oktober 2016 konnte der Entwickler für die Plattformen PS4, Xbox One, Windows, Mac und iOS zusammen rund eine Million Kopien verkaufen. Weitere Verkaufszahlen gab der Entwickler nicht mehr bekannt, sondern äußerte 2017 lediglich, dass die Switch-Version in den ersten drei Monaten mehr Kopien verkauft habe als alle bisherigen Plattformen zusammen. Bereits 2016 kündigte der Entwickler eine Fortsetzung unter dem Titel Oceanhorn 2: Knights of the Lost Realm an. Es erschien am 19. September 2019 zunächst exklusiv für Apple Arcade, später auch für andere Plattformen.